# Одговор у акутној фази
Одговор у акутној фази, реакција акутне фазе или акутни фазни одговор јесте  урођена одбрана тела која се види током акутних болести и укључује повећану производњу одређених протеина крви који се називају протеини акутне фазе. Као одговор на упалу концентрација протеина у акутној фази реакције у крвној плазми се или повећава (тада се говори о позитивним протеинима акутне фазе) или смањују (када се говори о негативним протеинима акутне фазе). Термини протеин акутне фазе и реактант акутне фазе се често користе као синоними, иако су неки  протеини акутне фазе (строго говорећи) полипептиди, а не протеини.

## Основне информације
Трауме и многе болести су праћене низом ћелијских и молекуларних репаративних реакција познатих као одговор акутне фазе. Рани, или локални, део одговора акутне фазе иницира се ослобађањем проинфламаторних цитокина на месту-местима  повреде ткива и некрозе ћелија, и појачава се формирањем хемотактичких пептида (хемокина) који изазивају инфилтрацију леукоцита. Касни, системски, део одговора акутне фазе карактерише други талас производње цитокина који покреће ћелијске и цитокинске каскаде које привремено мењају метаболизам у скоро свим системима органа тела. Инфламаторни цитокини произведени током урођеног имунитета путују кроз крв и стимулишу хепатоците у јетри да синтетишу и луче протеине акутне фазе. Овај одговор који се назива реакција акутне фазе карактеристично укључује грозницу, убрзање периферних леукоцита, циркулишуће неутрофиле и њихове прекурсоре.
Ако су повреда ткива и некроза ћелија масивне или рекурентне, долази до хроничне упале, са ремоделирањем ткива и фиброзом који се само шири.

## Патофизиологија
Активирани макрофаги и други леукоцити ослобађају инфламаторне цитокине као што су фактор некрозе тумора-алфа (ТНФ-алфа), интерлеукин-1 (ИЛ-1) и интерлеукин-6 (ИЛ-6) када се њихови рецептори за препознавање узорака (PRRs) вежу за патоген повезани молекуларни образац или  PAMPs - молекуларне компоненте повезане са микроорганизмима, који се не налазе као део еукариотских ћелија. То укључује бактеријске молекуле као што су:
- пептидогликан,
- теихоичне киселине,
- липополисахарид,
- манан,
- флагелин,
- пилин,
- бактеријска ДНК.

Постоје и молекули за препознавање узорака за вирусну дволанчану РНК  (dsRNA) и компоненте ћелијских зидова гљивица као што су липотеихоична киселина, гликолипиди, манан и зимозан.
Ови цитокини путују кроз крв и стимулишу хепатоците у јетри да синтетишу и луче протеине акутне фазе. Овај одговор обезбеђује рану одбрану и омогућава телу да рано препозна стране супстанце у процесу инфекције пре потпуне активације и спровођења имунолошких одговора. 
Два важна протеина акутне фазе су Ц-реактивни протеин и протеин који везује манозу. Они функционишу као растворљиви рецептори за препознавање образаца.
Ц-реактивни протеин
Ц-реактивни протеин (ЦРП) се везује за фосфорилхолински део теихоичне киселине и липополисахарида на ћелијским зидовима бактерија и гљивица. Такође се везује за фосфохолин који се налази на површини оштећених или мртвих људских ћелија. ЦРП функционише као опсонин, лепећи микроорганизам за фагоците, и активира класични пут комплемента везујући C1q, прву компоненту у том путу.
Манан-везујући лектин
Манан-везујући лектин (МВЛ) – такође познат као протеин који везује манан или МБП – везује се за гликане богате манозом (кратки ланци угљених хидрата са шећером манозом или фруктозом као завршним шећером). Они су уобичајени код микробних гликопротеина и гликолипида, али су ретки код људи. Функционише као опсонин, лепи микроорганизам за фагоците и активира лектински пут.
Производи путева комплемента, заузврат, подстичу упалу, везују микробе за фагоците, изазивају цитолизу МАЦ-а и хемотактички привлаче фагоците у заражено подручје.